# Ковальски, Киллер
Уо́лтер Кова́льски (англ. Walter Kowalski; урожденный Эдвард Владислав Спульник (англ. Edward Władysław Spulnik); 13 октября 1926, Уинсор, Онтарио — 30 августа 2008, Эверетт, Массачусетс), известный в профессиональной среде как Киллер Ковальски — польско-канадский рестлер и тренер.
В течение своей карьеры Ковальски выступал за многочисленные организации, включая National Wrestling Alliance (NWA) и World Wide Wrestling Federation (WWWF, ныне WWE), и был известным рестлером-злодеем. Ему принадлежали многочисленные чемпионские титулы, в том числе титул командного чемпиона мира WWWF с Большим Джоном Стаддом в команде под названием «Палачи», которым руководил Лу Альбано.
После ухода на пенсию в 1977 году Ковальски открыл школу рестлинга в Молдене, Массачусетс, и тренировал многих рестлеров, включая Стадда, Трипл Эйча, Чайну, Эдди Эдвардса, Кофи Кингстона, Дэмиена Сэндоу, Фанданго, Бриттани Браун, Эйприл Хантер, Джона Кронуса, Перри Сатурна и Томмасо Чиампу.
В 1960-х годах Ковальски утверждал, что он единственный рестлер-вегетарианец.

## Ранняя жизнь
Ковальский родился в семье польских иммигрантов Антония Спульника и Марии Боровской. Он, его старшая сестра Ванда и младший брат Стэнли родились и выросли в Уинсоре, Онтарио. Спустя годы он рассказывал интервьюерам, что никогда не ожидал, что станет рестлером — к 14 годам его рост составлял уже 193 см, и поскольку он был худым для своего роста, он начал тренироваться в местном YMCA, но в то время не планировал заниматься легкой атлетикой. Когда он поступил в колледж, его специальностью была электротехника. Он работал неполный рабочий день на заводе Ford в Детройте, чтобы помочь оплатить учебу.

## Карьера в рестлинге
Существует несколько историй о том, как Ковальски стал рестлером. Наиболее распространенная из них гласит, что во время учебы в Детройтском университете (в некоторых источниках говорится об Успенском колледже в Уинсоре) он услышал, что есть возможность хорошо зарабатывать борьбой. На заводе Форда ему платили всего 50 долларов в неделю, и ему сказали, что он может заработать больше, занимаясь борьбой. Поскольку у него уже было атлетическое телосложение, он решил попробовать заняться борьбой и начал посещать школу борьбы. Когда он впервые занялся рестлингом, он был известен как Тарзан Ковальски, но его также называли Геркулес Ковальски, Киллер Ковальски (это прозвище используется уже в 1950 году) и даже Польский Аполлон, согласно газетным отчетам 1950—1951 годов. Во время Холодной войны его имя было изменено на Владек Ковальски, что должно было звучать более грозно. Ковальский боролся с 1947 по 1977 год в ряде организаций, включая National Wrestling Alliance (NWA) и American Wrestling Association (AWA) в качестве хила.
Ковальски быстро продвинулся в этом бизнесе. Его первый зарегистрированный матч состоялся 6 мая 1948 года, а уже 29 ноября того же года Ковальски встретился с чемпионом NWA Орвиллом Брауном в матче за звание чемпиона в тяжелом весе. В свою эпоху Ковальски выделялся своими большими габаритами и более быстрым стилем борьбы на ринге. Он боролся как демонстративный хил, за исключением тех случаев, когда ему противостоял еще более ненавистный Бадди Роджерс. В матчах с Роджерсом Ковальски принимал более серьезный образ фейса. Однако вне ринга Ковальски считался настолько дружелюбным и вежливым, что некоторые промоутеры рестлинга жаловались на то, как он «теряет персонажа» на публике.

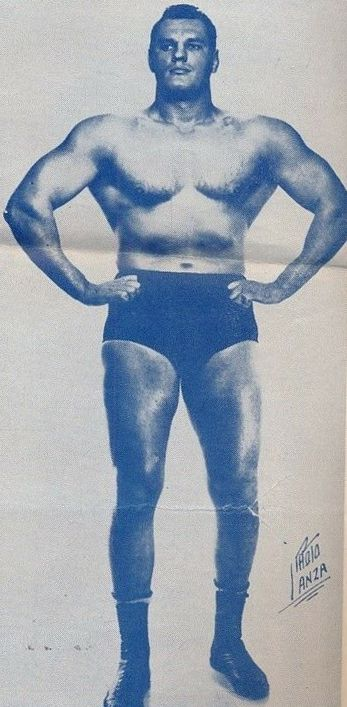
Ковальски в 1953 году

15 октября 1952 года в матче в Монреале против Юкона Эрика, Ковальски оторвал часть уха Юкона Эрика во время удара коленом. В действительности, уши Эрика уже были сильно повреждены из-за многолетней борьбы, и травма была случайной, но она укрепила Ковальски в образе безжалостного злодея, который с радостью калечит своих противников. Ковальски попытался навестить своего противника в больнице и начал смеяться вместе с Эриком над тем, как глупо выглядели его повязки. Когда на следующий день в газете появилось сообщение об этом инциденте, в нем говорилось, что Ковальски появился в больнице и смеялся над своей жертвой, а не вместе с ним, что еще больше укрепило имидж Ковальски как хила. Этот инцидент положил начало длительной серии матчей между двумя рестлерами, которые проходили по всей Северной Америке. Когда несколько лет спустя вражда исчерпала себя, Юкон Эрик пошутил Ковальски по поводу малого размера аудитории: «Боже, какой паршивый зал. Возможно, мне придется пожертвовать еще одним ухом».
Ковальски также приобрел некоторую известность в Бостоне благодаря инциденту, произошедшему в конце июня 1958 года, когда он боролся с Пэтом О’Коннором. Приглашенным рефери был бывший великий боксер Джек Демпси, который получил удар ногой в диафрагму и был госпитализирован. Демпси не стал обвинять Ковальски, и оба сказали, что это был несчастный случай, но это еще больше укрепило репутацию Киллера как злодея. В 1967 году ведущий ток-шоу на австралийском телевидении Дон Лейн раздражал Ковальски во время явно дружеского интервью и был атакован приемом Сlaw Hold Ковальски.
В декабре 1972 года Ковальски стал первым борцом, победившим Андре Гиганта в Северной Америке. Фотографии с матча в Квебек-Сити помогли утвердить репутацию Андре в американских рестлинг-журналах, поскольку на них он возвышался над более известным Ковальски. Ковальски сделал то же самое, чтобы повысить известность Гиганта Бабы в Японии, во время телевизионного матча 1963 года.

### World Wide Wrestling Federation
Ковальски стал главным антагонистом Бруно Саммартино в World Wide Wrestling Federation в 1960-х и 1970-х годах. Ковальски сформировал команду с Гориллой Монсуном и взял Реда Берри в качестве своего менеджера. 11 мая 1976 года Ковальски вместе с Большим Джоном Стаддом выиграл титул командных чемпионов мира WWF. Оба рестлера носили черные маски и трико и называли себя «Палачи». Однако их лишили чемпионства после вмешательства третьего Палача во время защиты титула против Вождя Джея Стронгбоу и Билли Белого Волка. «Палачи» проиграли матч за вакантный титул 6 декабря Стронгбоу и Белому Волку и так и не вернули себе чемпионство.

### Конец карьеры и тренерство
После ухода из WWWF в 1977 году Ковальски открыл школу рестлинга в Молдене, Массачусетс. По состоянию здоровья он прекратил заниматься ею в 2003 году, и впоследствии школа переехала в Северный Андовер, Массачусетс. Среди выпускников этой школы — Triple H, Чайна, Перри Сатурн, Джон Кронус, Бриттани Браун, Большой Джон Стадд, Дэмиен Кейн, Киллер Ковальски-младший, Рон Зомби, Кристофер Новински, Мэтт Блум, Эйприл Хантер, Эйс Эндрюс, АрДжей Брюэр, Френки Казариан, Николь Рачински, Кадиллак Джо Ди, Кенни Дайкстра, Томмасо Чиампа, Дэмиен Сэндоу и Фанданго.
Его последний матч состоялся в 1993 году, когда Ковальски в возрасте 66 лет проиграл Барону Фон Рашке на мероприятии в Ливингстоне, Нью-Джерси.

## Личная жизнь

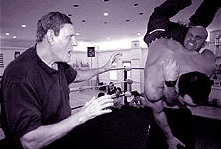
Ковальски тренирует Джона Куинлана и Бостонского Броулера в 2000 году

Ковальски впервые женился на Терезе Ферриоли 19 июня 2006 года, когда ему было 79 лет. Он стал вегетарианцем под влиянием бегунов на средние дистанции Роджера Баннистера и Джона Лэнди в 1953 году. Ковальски не ел мяса, молока и яиц. Его называли «откровенным вегетарианцем» и веганом. Ковальски не употреблял алкоголь и не курил. Он увлекался фотографией, и в 2001 году вышла его книга.

## Смерть
Ковальски начал испытывать нарастающие проблемы со здоровьем в период, предшествовавший его смерти. The Sun получила сообщение о Ковальски от его друга, легенды реслинга Бруно Саммартино, что Ковальски был вынужден отправиться в реабилитационный центр в Эверетте, Массачусетс, где он восстанавливался после травмы колена. Казалось, ему становилось лучше, пока 8 августа 2008 года он не перенес сердечный приступ. По данным Slam! Sports, Quincy Patriot Ledger и других источников, семья Ковальски была предупреждена о том, что он не поправится. Когда 18 августа Ковальски был отключен от аппарата жизнеобеспечения, в последующих выпусках новостей ошибочно сообщалось, что он умер. Ковальски умер 30 августа 2008 года. У него остались жена и семья.